# William Harvey
Pour les articles homonymes, voir William Harvey (homonymie) et Harvey.
William Harvey, né à Folkestone (Kent) le 1er avril 1578 et mort à Roehampton à Londres le 3 juin 1657, est un médecin anglais. On lui attribue la découverte et la démonstration de la circulation sanguine générale, dans son ouvrage majeur de Motu Cordis (1628). 

## Biographie

### Jeunesse et formation

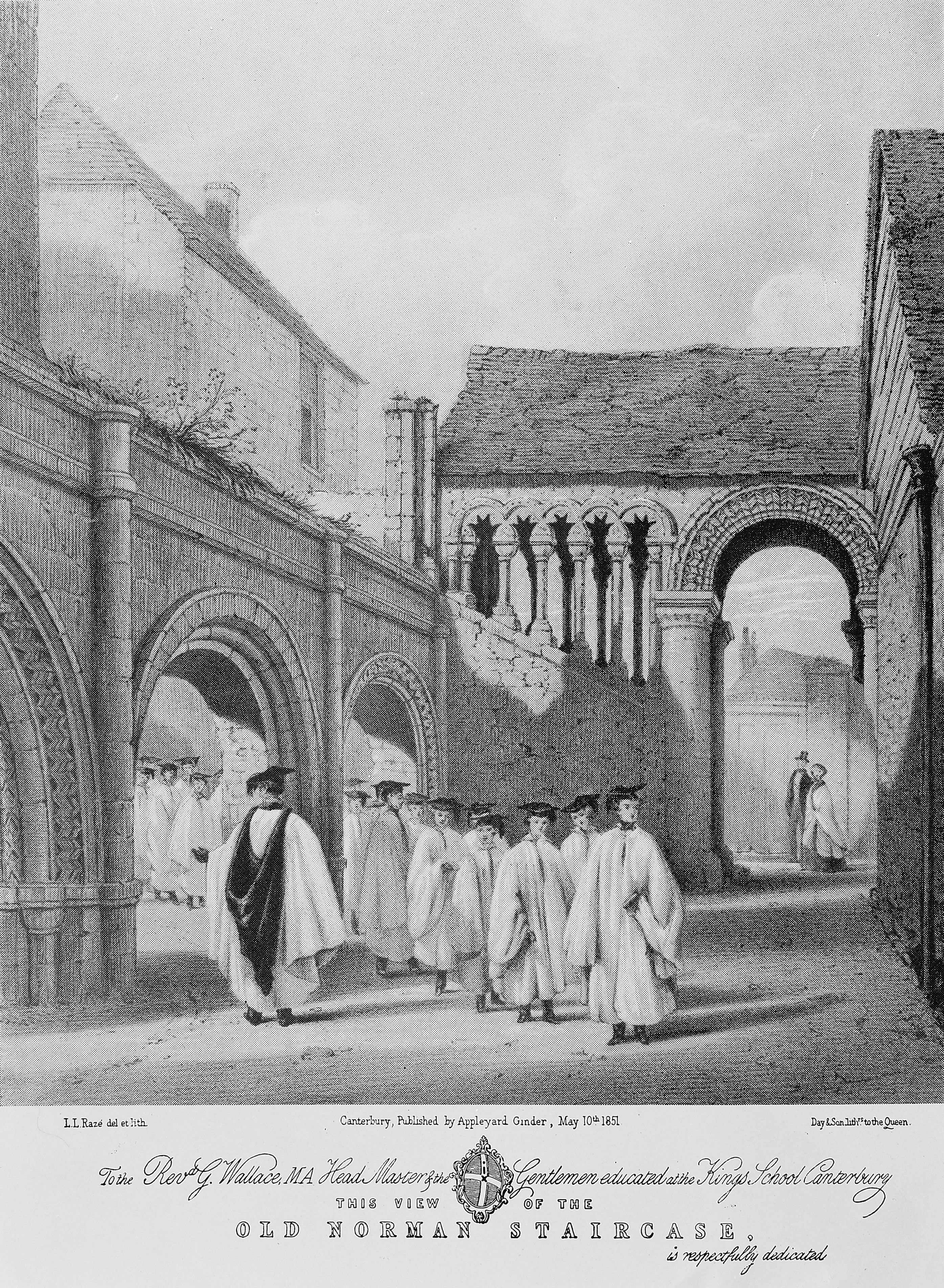
La King's School de Cantorbery, lithographie de 1851.

Folkestone était un port marchand très actif en 1578. William est le fils d'un yeoman aisé du Kent, Thomas Harvey, riche commerçant importateur du Moyen-Orient, et plusieurs fois maire de la ville.
Aîné d'une famille de neuf enfants, dont 7 garçons, William Harvey reçoit sa première instruction à l'âge de dix ans à la King's School (en) de Cantorbéry, puis étudie au Gonville and Caius College (Cambridge), dont il est reçu licencié des arts en 1597.
Tous ses frères deviennent marchands importateurs comme son père, sauf son frère John qui est un serviteur du roi Jacques Ier. William préfère la médecine et la philosophie naturelle. Il part à l'âge de 20 ans pour l'Italie à l'université de Padoue suivre, pendant cinq ans, des études d'anatomie et de physiologie. 
Il est l'élève du philosophe aristotélicien Cesare Cremonini et du professeur Fabrizi d'Acquapendente (Hieronymus Fabricius) de 1600 à 1603. La découverte par ce dernier des valvules veineuses oriente sa réflexion sur la circulation du sang. À l'âge de 24 ans, le 25 avril 1602, il est diplômé docteur en médecine.
De retour en Angleterre en 1603, ce diplôme lui permet d'obtenir la licence de l'université de Cambridge et il épouse la fille de Lancelot Browne, un médecin londonien réputé. Le couple n'a pas d'enfant.

### Carrière
Il officie au St Bartholomew's Hospital de Londres de 1609 à 1643 et est élu membre du Collège royal de médecine, où il donne des conférences d'anatomie et de chirurgie à partir du mois d'avril 1616.  
Il est plusieurs fois censeur du Collège des médecins qui comportait alors quatre censeurs nommés pour un an, et chargés de poursuivre les praticiens illégaux (non licenciés). 
Sa réputation grandit au point qu'il devient le médecin de nombreux aristocrates et personnalités d'Angleterre. Dès 1618, il est l'un des médecins du roi Jacques Ier (James I Stuart en anglais), puis celui de Charles Ier en 1630, ou encore celui du scientifique et philosophe Francis Bacon. Cette pratique très lucrative des consultations lui permet d'accéder à une belle aisance financière et de mieux se consacrer à ses recherches.
De 1631 à 1636, il effectue plusieurs voyages en Europe pour accompagner diplomates et grands personnages.
Ayant servi le parti du roi pendant la première guerre civile anglaise, son logement de Londres est pillé par les troupes parlementaires en 1642. La plupart de ses manuscrits ont été perdus à cette occasion, et les historiens disposent de très peu de sources sur la pratique médicale de Harvey ou pour reconstituer sa biographie intellectuelle. Cependant les notes dont il s'est servi pour ses cours et conférences d'anatomie ont été préservées et sont aujourd'hui conservées au British Museum.
Au cours de sa carrière, il réalise plus de 40 dissections complètes sur des criminels exécutés. Faute de cadavres, il dissèque son propre père, puis sa sœur, ainsi que de nombreux amis. Il rédige ainsi les « histoires anatomiques » de plusieurs de ses patients privés, mais ce recueil de texte a été perdu durant la guerre civile. Harvey est convaincu de l'importance de l'anatomie pathologique, en écrivant dans sa première lettre à Jean Riolan « L'examen du cadavre d'un seul homme mort à la suite d'une maladie chronique est plus utile à la médecine que la dissection de dix pendus ».

### Retraite

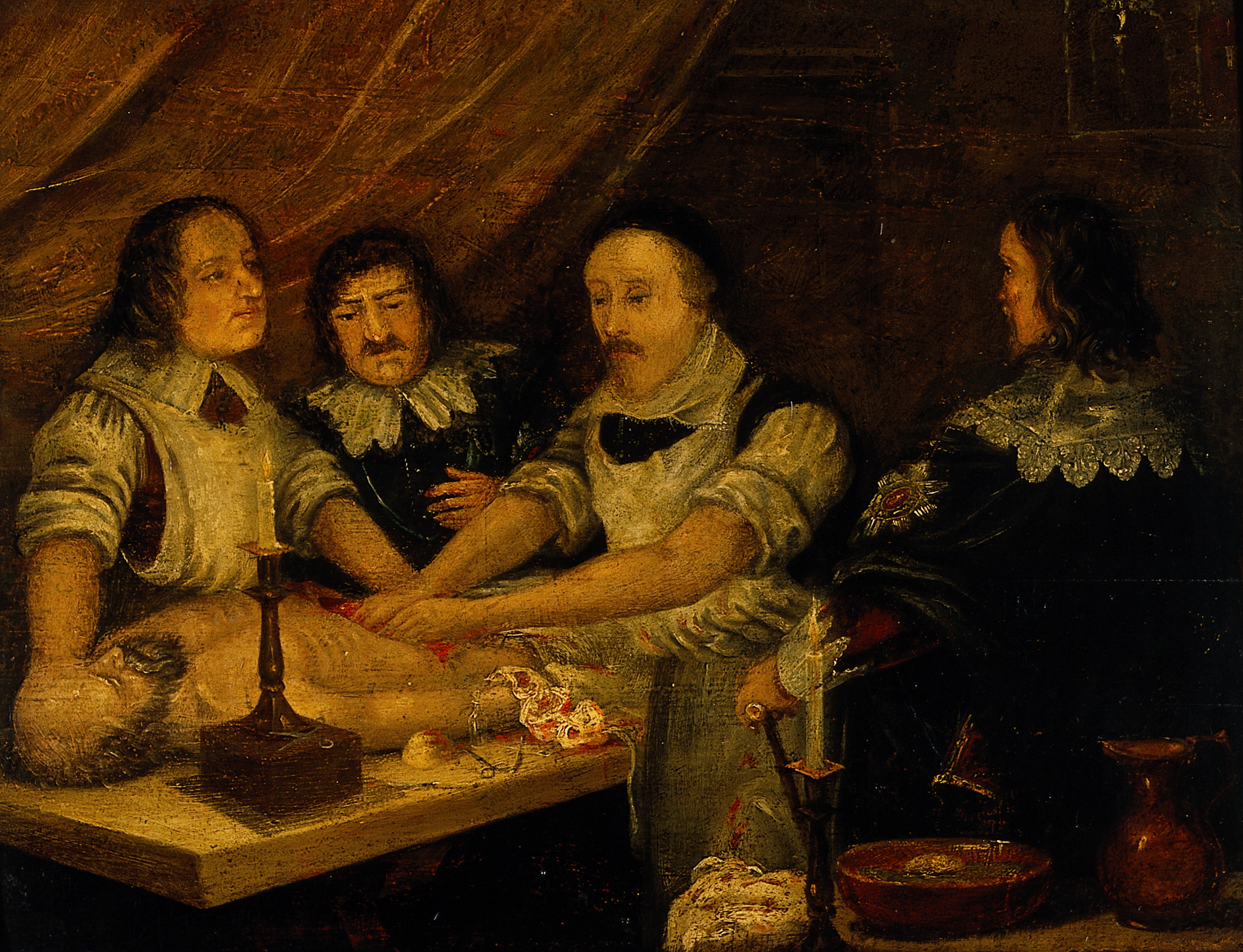
Sur demande du roi, William Harvey effectue une dissection sur un sujet réputé plus que centenaire, Thomas Parr.

Lorsqu'il cesse de pratiquer la médecine au St Bartholomew's Hospital, il s'établit à Oxford, où il avait été nommé Directeur (Warden) du Merton College. Il s'engage progressivement dans une retraite studieuse, malgré des accès de goutte et d'athérosclérose.
En 1651, William Harvey fait un don au collège pour construire et provisionner une bibliothèque, qui est inaugurée en 1654.
En 1656, il crée un fonds pour rémunérer un bibliothécaire et dire une prière chaque année, cérémonie qui a subsisté jusqu'à aujourd'hui en son honneur. Harvey lègue également un fonds pour la création d'une école de garçons dans sa ville natale (Folkestone), la Harvey Grammar School, qui ouvre ses portes en 1674, et existe encore aujourd'hui.
Son corps est inhumé à Hempstead.

## La circulation sanguine selon Harvey

### Précurseurs
La recherche des précurseurs débute dès la fin du XVIIe siècle, dans des passages énigmatiques des anciens textes médicaux grecs, en remontant à la médecine égyptienne ou chinoise. Selon Grmek, « Tout ce qui a été publié jusqu'ici sur la « préhistoire » de la découverte de Harvey ne fait qu'illustrer d'une manière ou de l'autre à quel point la recherche des précurseurs est un procédé délicat, souvent douteux, toujours plein de pièges ».
Ibn al-Nafis (1210-1288), dans un commentaire du canon d'Avicenne, en se basant sur des dissections de cœur d'animaux montrant que le septum cardiaque est imperméable, émit l'hypothèse de l'existence d'une petite circulation (circulation pulmonaire du cœur droit vers le cœur gauche via les poumons). Sa découverte n'a pas eu d'influence dans le monde scientifique de langue arabe. Elle n'est pas présentée dans la traduction latine d'Andrea Alpago imprimée à Venise en 1527, mais une transmission orale reste possible.
L'idée d'une « petite circulation pulmonaire » a été reprise par Michel Servet en 1533 dans son livre Christianismi restituto, mais les exemplaires ont été détruits. Après Servet, plusieurs anatomistes de l'université de Padoue poursuivent des travaux sur la circulation pulmonaire, dont Realdo Colombo (1510-1559) et Andrea Cesalpino (1519-1603) qui est le premier à utiliser le terme de circulatio ,.

### De Motu Cordis
William Harvey commence à parler de ces problèmes dans ses cours d'anatomie dès 1616. Ses principales sources sont alors le Theatrum Anatomicum de Gaspard Bauhin (1560-1604) qui a aussi étudié à Padoue, et Historia Anatomica d'André du Laurens (1558-1609). Harvey reproduit et confirme les travaux de Realdo Colombo sur la traversée des poumons par le sang. Il vérifie les données de ses prédécesseurs et fait ses propres observations.

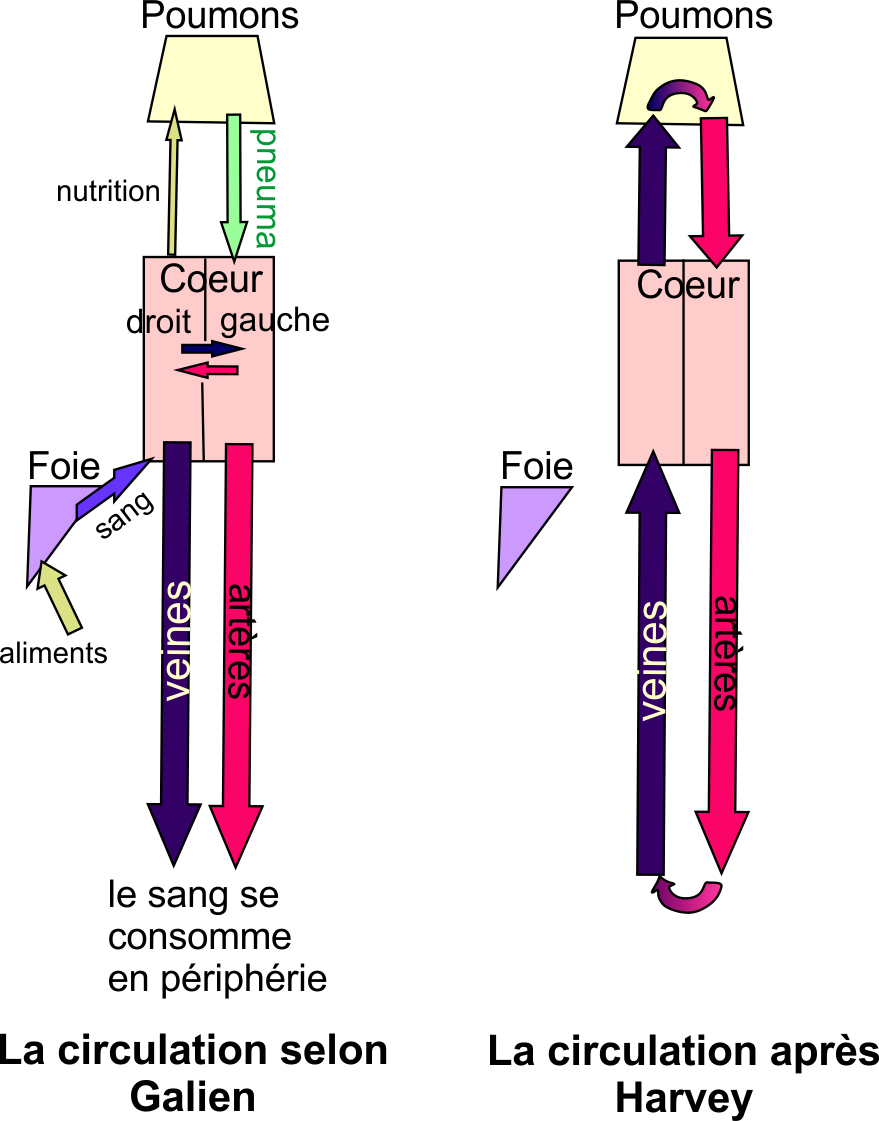

Il rend publique ses conclusions en 1628 dans son livre Exercitatio Anatomica de Motu Cordis et Sanguinis in Animalibus (Exercice Anatomique sur le Mouvement du Cœur et du Sang sur les Animaux). 

#### Observations
Évoluant au-delà du cadre typique de la Renaissance basé sur l'idée d'Aristote d'un lien entre macrocosme et microcosme (« le cœur est au corps ce que le soleil est au cosmos »), Harvey constate par ses observations à Padoue que :
- ainsi que l'avait montré Ibn al-Nafis, l'idée qu'un mélange entre deux sortes de sangs différents n'est pas possible (sang purifié par le poumon, froid et sang brut, chaud)
- l'hypothèse de Jean Fernel sur le lien entre la systole et l'éjection du sang est exacte.

Par vivisections chez l'animal, il démontre que la phase de contraction commence aux oreillettes pour se propager aux ventricules ; que le sang pénètre les ventricules par la systole des oreillettes et non par l'attraction provoquée par la diastole des ventricules ; que les ventricules ne se contractent pas simultanément, mais successivement. Le pouls artériel est attribué à la systole ventriculaire.

#### Hypothèses et démonstrations
Pour prouver son hypothèse de circulation avec retour du sang sur lui-même, Harvey recourt à un raisonnement quantitatif (il est ainsi le premier à introduire la méthode quantitative en médecine) :
- il étudie des cœurs de toutes sortes, et il mesure, en moyenne, quelle quantité de liquide peut être contenue dans les cavités d'un cœur : un cœur contient deux onces.
- il mesure également la fréquence des battements cardiaques par unité de temps : 72 battements par minute
- il calcule donc que le cœur brasse 8.640 onces par heure, soit 259 kg de sang apportés à la périphérie, soit beaucoup plus que la quantité de sang contenue dans le corps, ce qui implique qu'un même sang retourne sur lui-même.

Il prouve cette théorie par l'expérience du garrot : on peut ainsi observer le flux du sang dans les veines au fur et à mesure qu'on desserre le garrot. La structure dans laquelle se fait ce retour, ce sont les veines superficielles : dans lesquelles on fait aujourd'hui les prises de sang. Il s'agit d'un retour progressif.
Cette expérience est très reproductible, et réalisable sur un être humain dans n'importe quelle condition de la vie quotidienne. L'idée de la répétition constitue ici une preuve ; en effet, Harvey prouve ainsi sa théorie à ses contemporains.

#### Critiques
Ce qui manque à cette théorie pour être complète et expliquer la circulation du sang dans son ensemble, c'est la notion des capillaires. Harvey ne dispose alors, comme instrument d'observation, que de la loupe. Dans sa première lettre à Jean Riolan (1649), il explique qu'il a longuement cherché les anastomoses entre artères et veines, sans y parvenir. Il pense donc que le sang sort des plus petites artères, imprègne la chair, pour être réabsorbé par les plus petites veines.
Les capillaires seront décrits en 1661 par Marcello Malpighi, grâce à des observations au microscope. Nous sommes à ce moment-là au tout début de la microscopie. 
Le professeur d'anatomie français Jean Riolan (1577-1657) refuse cette découverte qui remet en cause les principes d'Aristote et de Galien, Il se joint à Gui Patin pour le surnommer « circulator » (terme latin qui signifie circulateur – médecin itinérant de foire en foire – et charlatan au Moyen Âge). La circulation du sang remet en question la saignée, car on localisait les points de saignée en fonction de la partie malade du corps, ce qui n'avait plus de sens, si le même sang circule dans tout le corps.

### Interprétations
Les travaux d'Harvey ont fait l'objet de plusieurs interprétations, selon divers points de vue. Pour Mirko Grmek, l'histoire de toute découverte scientifique, comme celle de la circulation du sang, comporte trois aspects : aspects logique (ou épistémologique), psychologique et sociologique. L'idéal serait de les synthétiser, ou au moins, si c'est trop difficile ou irréalisable, ne pas considérer comme satisfaisante une approche unilatérale.

#### Approche logique
C'est l'approche classique et dominante, développée ci-dessus. Elle consiste à sélectionner tous les aspects modernes que l'on peut trouver dans De Motu Cordis, c'est-à-dire à reconstruire la pensée et la démarche d'Harvey à la lumière du développement scientifique postérieur.
Harvey apparait alors comme un personnage moderne, qui expérimente et quantifie, et qui remplace les qualités d'Aristote et les éléments de Galien, par des formes et des mouvements mesurables. Harvey peut être présenté comme un « moderne » face aux « anciens », ou un « révolutionnaire » face à des « conservateurs ».

#### Approche psycho-sociologique
Elle consiste à considérer De Motu Cordis dans sa totalité, et la vie réelle de Harvey dans son époque. Malgré son origine anglaise, Harvey en tant que chercheur est un disciple de l'école italienne de Padoue. C'est là qu'il s'imprègne des méthodes de Galilée et de Vésale transmises par ses professeurs qui ont leur propre manière d'utiliser les œuvres d'Aristote et de Galien. 

##### Harvey conservateur

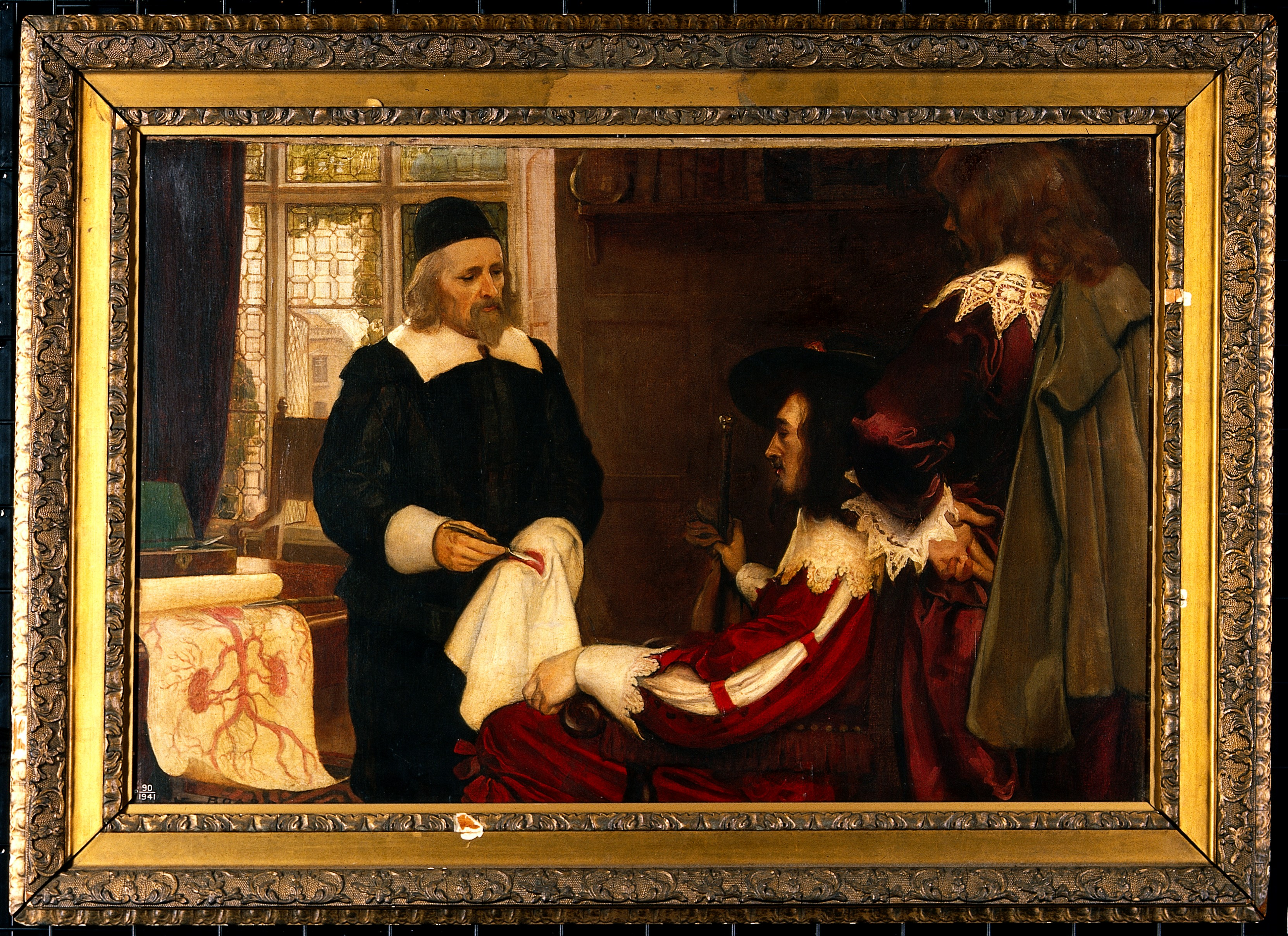
Harvey présente le cœur battant d'un petit animal pour exposer sa théorie de la circulation devant le roi Charles Ier, par Ernest Board (1877-1934).

Harvey était fondamentalement un conservateur : royaliste en politique, et péripatéticien en philosophie, comme le montre sa carrière professionnelle. En cherchant à comprendre les aspects quantitatifs des manifestations vitales, il cherche la vérité de nouveaux détails pour sauvegarder l'ensemble.
Le langage et les idées d'Harvey sont d'abord basées sur l'analogie. À l'analogie d'Aristote (dans Parties des animaux, III, 5) qui compare la distribution du sang à partir du cœur à l'irrigation d'un champ, il ajoute une autre idée d'Aristote (dans Météorologiques), celle du mouvement circulaire de l'eau (cycle de l'eau), par le soleil, l'atmosphère et les pluies. Harvey se réfère aux rapports du microcosme et du macrocosme, le cœur comme le soleil et le roi, gouvernent, nourrissent et distribuent par leurs vertus le corps, le cosmos ou le royaume.
Harvey partage les idées d'Aristote et de Galien sur un corps mû par des forces vitales. La force et les mouvements du cœur ne sont pas mécaniques, ils s'effectuent par vertu pulsatile et facultés de l'âme. De ce point de vue, il peut être difficile de replacer Harvey dans une « nouvelle science » du XVIIe siècle.
Dans les années 1660, la circulation du sang est généralement acceptée, mais ceci dans le cadre d'une philosophie mécaniste représentée par Descartes (Discours de la méthode, 5e partie, 1637) qui fait du cœur une pompe-machine, mue par la chaleur. 

##### Harvey novateur
Toutefois les recherches de Harvey sur la dynamique du sang bouleversent quelques concepts fondamentaux : le flux et le reflux dans une dualité vasculaire sont remplacés par une circulation dans un système réunifié, l'éparpillement continu de matières et de chaleur par la notion de leur conservation. Quelques historiens ont avancé l'idée que la nouvelle théorie d'Harvey était influencée par le dynamisme du mouvement baroque. Harvey serait représentatif d'une « médecine baroque », mais, selon Grmek, la circulation du sang n'est pas plus dynamique que le flux-reflux incessant du sang des Anciens.
La personnalité d'Harvey (et des autres scientifiques de son temps) n'était pas monolithique. En eux pouvaient coexister des traditions jugées contradictoires et incompatibles du point de vue moderne. Harvey est aristotélicien comme Newton est alchimiste. Le De Motu Cordis montre aussi les hésitations et les scrupules à se détacher des notions admises, on n'abandonne pas des idées, concepts ou catégories, du jour au lendemain.
Selon Grmek, la théorie de la circulation ouvre la voie au progrès, mais l'abandon de la théorie remplacée pose des problèmes nouveaux. Les critiques de Jean Riolan et autres ne sont pas dictées par le souci de sauvegarder l'ancien, ou par animosité personnelle, elles sont aussi l'expression d'une perplexité réelle.
Malgré son allégeance doctrinale à Aristote, en introduisant un raisonnement quantitatif, « Harvey fait exploser l'ancienne théorie de l'intérieur ». Il n'était pas un savant « moderne » au sens du XIXe siècle, mais il peut être vu comme un pionnier de la méthodologie scientifique, par sa rigueur logique et son honnêteté intellectuelle,.

## Idées sur la génération

Jupiter ouvrant un œuf d'où émergent toutes sortes d'êtres vivants. Frontispice de Exercitationes... (1651) de William Harvey.

On attribue souvent à Harvey la formule latine « Omne vivum ex ovo » (« tout être vivant provient d'un œuf »). Cette formule, qui résume bien sa théorie de la génération, ne se trouve pas littéralement dans son œuvre. Elle vient des travaux de son contemporain le naturaliste néerlandais, Jan Swammerdam, qui réfutait l'idée de génération spontanée. En revanche, dans la première édition de ses Exercitationes de generatione animalium (1651), l'image du frontispice montre Jupiter ouvrant une boîte ronde qui porte les mots « Ex ovo omnia » (tout vient d'un œuf). 
L'importance que Harvey accorde à l'œuf ne fait d'ailleurs pas de lui un adversaire de la génération spontanée, car il pensait que l'œuf dont provenaient certains animaux inférieurs se formait spontanément à partir de matières en putréfaction.
Dans cet ouvrage, vers la fin de sa vie, Harvey montre toujours son attachement doctrinal à Aristote. Comme Aristote dans  Génération des animaux, il est partisan d'une épigenèse,  où le développement de l'embryon se fait progressivement (par opposition à la préformation) sous l'action de forces cachées.
Il pousse cette épigenèse à l'extrême dans un sens non-mécanique. Il défend l'idée d'un processus non matérialiste de la génération. Dans l'œuf, comme dans le sang, il existe des « esprits » ou des « vertus », au-delà des pouvoirs de la matière ordinaire, et dont la nature et les proportions se rapprochent plutôt de celles des étoiles.

## Influence en botanique
Une analogie avec le modèle circulatoire de Harvey a été tentée, pour expliquer la montée de la sève chez les plantes. 
Dans les années 1660 Johann Daniel Major (en) (1634-1693) suggère l'analogie, Timothy Clarke (en) (- 1672) écrit sur la circulation du liquide dans les plantes sensibles et recherche au microscope les équivalents structuraux des valves, et Nicaise Le Febvre (1610-1662) compare les fonctions de la sève et du sang. Dans les années 1670 et 1680, Nehemiah Grew  (1641-1712) et Marcello Malpighi (1628-1694) ont impressionné le monde botanique avec leurs études systématiques de l'anatomie et de la physiologie des plantes. Mais ce sont Edme Mariotte (1620-1684) et Claude Perrault (1613-1688) qui poussent l'analogie entre le sang et la sève à ses limites, débat parrainé par l'Académie des sciences qui marque le premier effort systématique d'application de la théorie circulatoire aux plantes. 
L'incapacité à trouver des organes équivalents a évidemment sérieusement affaibli l'analogie, un circuit de sève a toutefois été établi. Perrault, Mariotte, et Duclos qui s'est joint au débat, publient leurs points de vue sur la théorie, Mariotte dans son Premier essai : De la végétation des plantes en 1679. En l'absence d'une alternative convaincante, les botanistes trouvèrent une analogie partielle meilleure que si elle n'avait pas existé : la sève irait ascendante à l'intérieur du tronc ou de la tige, et descendante à la périphérie du tronc; ceci jusqu'à la Statique des végétaux par Stephen Hales. L'hypothèse de la circulation de la sève a tout du moins le mérite d'attirer l'attention sur un problème central de la botanique, à savoir le transport de la sève.

## Publications

### La circulation du sang
- (la)Exercitatio Anatomica de Motu Cordis et Sanguinis in Animalibus (1628)[26], Francfort, 1628. Réimprimé à Florence en 1928 ; traduit en anglais par K.J. Franklin, Oxford, 1957 ; traduit en français par Charles Richet, 1869.
- Édition récente en français : William Harvey (trad. du latin par Charles Richet (1869), préf. Jean Hamburger, postface Mirko Grmek), De motu cordis (de la circulation du sang), Paris, Christian Bourgeois, coll. « Epistémè Classiques », 1990, 311 p. (ISBN 2-267-00766-5). Avec les deux réponses à Riolan.
- Exercitationes duae de circulatione sanguinis ad Johannem Riolanum filium, Cambridge, 1649 ; traduit en français par L. Chauvois, dans Biologie Médicale, 42, 1953 (numéro hors série). Il s'agit des deux lettres à Riolan en réponse à ses critiques.

### Autres
- Praelectiones anatomiae universalis (Lumleian Lectures 1616), Londres 1886 ; traduit en anglais par G. Whitteridge, Édimbourg, 1964. Notes de cours d'anatomie de Harvey.
- (la)Exercitationes de Generatione Animalium, Londres, 1651.

### Œuvres complètes
- Opera omnia, Leyde, 1736 ; Londres, 1766, deux volumes in-4.
- The Works of William Harvey. Translated from the Latin with a Life of the Author, by Robert Willis, Londres, 1847.

## Sources et références
1. 1 2 3 4  Théodore Vetter, Un siècle d'histoire de la circulation du sang 1564-1664, Documenta Geigy, 1965, chap. fascicule 3 (« Harvey et la grande circulation »), p. 30-32.
2. 1 2 3  Jean Hamburger (trad. du latin), Préface à l'édition française 1990 de De Motu Cordis, Paris, Christian Bourgeois, 1990, 311 p. (ISBN 2-267-00766-5), p. I et II.
3. 1 2 3 4  (en) Andrew Wear, The Western Medical Tradition, 800 BC to AD 1800, Cambridge (GB), Cambridge University Press, 1995, 556 p. (ISBN 0-521-38135-5), chap. 6 (« Medicine in Early Modern Europe 1500-1700 »), p. 331-332..
4. ↑   (en) Anke H. Scultetus, J. Leonel Villavicencio, Norman M. Rich, « Facts and fiction surrounding the discovery of the venous valves », Journal of Vascular Surgery, vol. 33, no 2,‎ février 2001, p. 435-441 (ISSN 0741-5214, DOI 10.1067/mva.2001.109772)
5. ↑  (en) Jole Shackelford, William Harvey and the Mechanics of the Heart, Oxford University Press, 2003, p. 87
6. ↑  Mirko D. Grmek (dir.) et Guenter B. Risse (trad. de l'italien), Histoire de la pensée médicale en Occident, vol. 2 : De la Renaissance aux Lumières, Paris, Seuil, 1997, 376 p. (ISBN 978-2-02-115707-9), « La synthèse entre l'anatomie et la clinique », p. 181
7. ↑  (en) T.H.Howell, « William Harvey's report on Old Parr's autopsy », Age and Ageing, vol. 16, no 4,‎ 1987, p. 265-266 (DOI 10.1093/ageing/16.4.265, lire en ligne, consulté le 1er mai 2021).
8. 1 2 3 4 5 6  Grmek 1990, p. 102-104.
9. 1 2  Mazliak Paul, Avicenne et Averroes, Médecine et Biologie dans la civilisation de l'Islam, Vuibert/Adapt, 2004, pp. 67-69.
10. ↑  Mirko D. Grmek, La première révolution biologique, Paris, Payot, coll. « Bibliothèque scientifique Payot », 1990, 358 p. (ISBN 2-228-88277-1), p. 97-101.
11. 1 2  Mirko D. Grmek (dir.) et Raffaele Bernabeo (trad. de l'italien), Histoire de la pensée médicale en Occident, vol. 2, Paris, Seuil, 1997, 376 p. (ISBN 978-2-02-115707-9), « De la Renaissance aux Lumières », p. 21-22.
12. ↑  William HARVEY. Médecin et physiologiste anglais sur medarus.org
13. 1 2 3  Wear 1995, p. 335-336.
14. ↑  Grmek 1990, p. 105-106.
15. ↑  Grmek 1990, p. 105-107.
16. 1 2  Wear 1995, p. 339-340.
17. ↑  (en) Brian Vickers (dir.), Occult & Scientific Mentalities in the Renaissance, Cambridge, Cambridge University Press, 1984, 408 p. (ISBN 0-521-25879-0), « Introduction », p. 13-14.
18. ↑  Grmek 1990, p. 110-111.
19. ↑  Mirko D. Grmek, Postface à l'édition 1990 de motu cordis, Christian Bourgeois (ISBN 978-2-267-00766-4 et 2-267-00766-5), p. 307.
20. ↑  Mirko D. Grmek et Gerhard Rudolph (trad. de l'italien), Histoire de la pensée médicale en Occident, Paris, Seuil, 1997, 376 p. (ISBN 978-2-02-115707-9), « Mesure et expérimentation », p. 83-84.
21. ↑  Jean Rostand, La Formation de l'être. Histoire des idées sur la génération, Hachette, 1930, p. 52 et 56-57.
22. ↑  Wear 1995, p. 352.
23. 1 2  (en) Alice Stroup, A Company of Scientists. Botany, Patronage, and Community at the Seventeenth-Century Parisian Royal Academy of Sciences, University of California Press, 1990 (lire en ligne)
24. ↑  Edme Mariotte, Essai de la végétation des plantes, 1679 (lire en ligne)
25. ↑  Pierre Cruiziat, « Comprendre la montée de la sève dans les arbres : De Hales (1727) à Dixon (1914) », dans Histoire et agronomie : Entre ruptures et durée, IRD Éditions, coll. « Colloques et séminaires », 30 octobre 2013 (ISBN 978-2-7099-1764-3, lire en ligne), p. 203–214
26. ↑   Scan de l'ouvrage, et sa traduction en anglais [lire en ligne]

- Marie-Nicolas Bouillet  et Alexis Chassang (dir.), « William Harvey » dans Dictionnaire universel d’histoire et de géographie, 1878 (lire sur Wikisource)